# Ꭓ
Pour les articles homonymes, voir Chi (homonymie) et Khi.
Pour les articles ayant des titres homophones, voir KI et QI (homonymie).

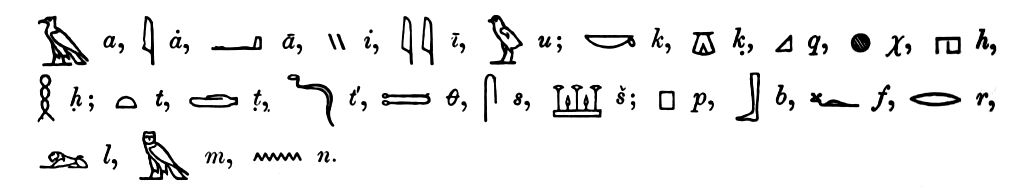
Le chi de Lepsius est utilisé en égyptologie dans la transcription de l’égyptien ancien (Zeitschrift für Ägyptische Sprache und Altertumskunde, volume 13, 1875, page 2) avant d’être remplacé par ḫ en 1889.

Plusieurs formes du chi ou x étiré : le chi utilisé par Lepsius, le chi utilisé dans Handbook of the International Phonetic Association de 1949, le chi avec la forme grecque usuelle, et le x étiré.

Ꭓ (minuscule : ꭓ), chi ou khi, aussi appelé chi latin, est une lettre additionnelle de l’alphabet latin utilisée dans l’écriture de langues d’Amérique du Nord comme le comox ou le halkomelem, ou de langues d’Italie comme le calabrais centro-méridional (it) et le salentin, et qui a été utilisée dans l’alphabet de Lepsius. Elle tient sa forme de la lettre minuscule chi grecque ‹ χ ›.

## Utilisation
Sébastien Racle utilise la lettre chi, ainsi que la lettre thêta dans son alphabet latin abenaki aux XVIIe ou XVIIIe siècle.
Le chi a été utilisé dans l’écriture du wendat par Pierre-Philippe Potier au XVIIIe siècle.

Ꭓ en romain et italique dans Zeitschrift für Ägyptische Sprache und Alterthiunskunde, 1-2, 1875, page 32.

Le chi latin a été utilisé dans l’alphabet de Lepsius, publié en 1855 et révisé en 1863, notamment dans la transcription égyptologique de hiéroglyphe avant d’être remplacée par H brève souscrite ‹ Ḫ, ḫ › en 1889.
Il a aussi été utilisé dans l’orthographe du khoïkhoï,, utilisée dans plusieurs ouvrages du XIXe siècle ou du début du XXe siècle, ou dans l’orthographe soussou utilisée dans la traduction de l’évangile de Matthieu publiée en 1869.

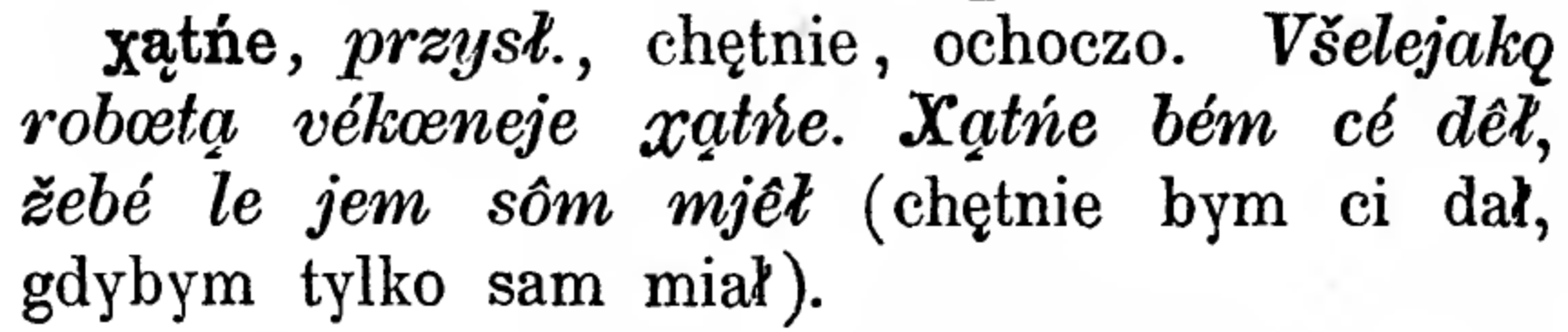
Le ꭓ en cachoube dans Ramułt 1893.

En cachoube, Stefan Ramułt (en) a utilisé le chi latin dans Słownik języka pomorskiego czyli kaszubskiego (Dictionnaire de la langue poméranienne ou cachoube) publié en 1893.
En comox et en halkomelem (hən̓q̓əmin̓əm̓), le chi est utilisé dans les orthographes dérivées de l’alphabet phonétique américaniste. Il est généralement représenté avec le caractère de la lettre grecque ‹ χ ›.
L’alphabet phonétique international utilise un symbole chi, officiellement représenté par le caractère de la lettre grecque ‹ χ › mais, en théorie, avec une forme latine ‹ ꭓ › (comme les autres symboles empruntés à l’alphabet grec, par exemple ɛ, ɸ ou ɣ).
Henry Buergel Goodwin propose le symbole pour par exemple transcrire le suédois kär [ꭓæːr] dans un article du mɛːtrə fɔnetik [Maître phonétique] de 1912. Il l’utilise déjà dans la transcription du suédois dans Le Maître phonétique de septembre-octobre 1911. Clement Martyn Doke l’utilise pour la transcrire une consonne affriquée uvulaire sourde [qχ] dans Phonetics of the Zulu language (1921-1923). Le symbole figure dans L’Écriture phonétique internationale de 1921 et est officiellement adopté en 1928, remplaçant la petite capitale r culbuté ‹ ᴚ ›.
Gerhard Rohlfs utilise le khi comme lettre de l’alphabet latin pour la transcription du salentin,.
En 2018, Rocco Giuseppe Tassone utilise le khi comme lettre de son alphabet calabrais méridional.

## Représentations informatiques
La lettre chi latin figure dans la norme DIN 31625 de 1978 et la norme ISO 6438 de 1983 où elle est appelée « uvulaire fricative sourde » (uvular unvoiced fricative en anglais).
La lettre latine chi dans la version 7.0 d’Unicode. Elle peut être disponible dans certaines fontes utilisant cette norme, dans des fontes utilisant un jeu de caractères non standard, ou être accessible via des caractères réservés à l’usage privé comme le permet le standard Unicode. Cependant dans la plupart des fontes, le caractère pour la lettre chi minuscule grecque ‹ χ › a habituellement une forme utilisable, la majuscule grecque ‹ Χ › ne correspond pas à la lettre utilisée par Lepsius.
Le chi latin peut être représenté avec les caractères Unicode (latin étendu-D, latin étendu E) suivants :
| formes    | représentations | chaînes de caractères | points de code | descriptions                 | notes |
| --------- | --------------- | --------------------- | -------------- | ---------------------------- | --- |
| capitale  | Ꭓ               | Ꭓ                     | U+A7B3         | letter majuscule latine khi  | À ne pas confondre avec la lettre majuscule grecque khi ‹ Χ › U+03A7 ou la lettre majuscule latine x ‹ X › U+0058. Depuis Unicode 8.0. |
| minuscule | ꭓ               | ꭓ                     | U+AB53         | lettre minuscule latine khi  | À ne pas confondre avec la lettre minuscule grecque khi ‹ χ › U+03C7. Depuis Unicode 7.0.                                              |
| minuscule | ꭓ               | χ                     | U+03C7         | lettre minuscule grecque khi | Caractère officiel du symbole khi dans l’alphabet phonétique international.                                                            |

## Sources
- (de) DIN 31625 : Erweiterter Zeichenvorrat für afrikanische Sprache, décembre 1978
- (en) IR39 : Coded character set for African languages, 15 juin 1979 (lire en ligne)
- (en) H. D. Anders, « Marginal notes to Wikar’s journal », Bantu Studies, vol. 11,‎ 1937, p. 47-52 (iarchive:african-studies_1937_11/page/n57)
- Association phonétique international, « desizjɔ̃ ofisjɛl », lə mɛːtrə fɔnetik [Le Maître phonétique],‎ juillet–septembre 1928, p. 51–53 (JSTOR 44704266)
- Association phonétique internationale, L’Écriture phonétique internationale : exposé populaire avec application au français et à plusieurs autres langues, Londres, 1921, 2e éd. (lire en ligne)
- (de) Heinrich Brugsch et Adolf Erman, « Zur Umschreibung der Hieroglyphen », Zeitschrift für Ägyptische Sprache und Altertumskunde, vol. 27, no 1,‎ 1889, p. 1-4 (lire en ligne)
- (en) Michael Everson, Alois Dicklberger, Karl Pentzlin et Eveline Wandl-Vogt, Revised proposal to encode “Teuthonista” phonetic characters in the UCS (no N4081, L2/11-202), 2 juin 2011 (lire en ligne)
- (en) Michael Everson, Denis Jacquerye et Chris Lilley, Proposal for the addition of ten Latin characters to the UCS, coll. « ISO/IEC JTC1/SC2/WG2, Document N4297 », 26 juillet 2012 (lire en ligne)
- (en) Henry Buergel Goodwin, « ɑ̃ːkɛːt (sɥit), swiːdiʃ prənʌnsieiʃn əv lætin ənd griːk », lə mɛːtrə fɔnetik [Le Maître phonétique], vol. 26, nos 9-10,‎ septembre-octobre 1911, p. 138-140 (JSTOR 44700886)
- (en) Henry Buergel Goodwin, « kɔrɛspɔ̃ːdɑ̃ːs: swiːdiʃ vauelz », lə mɛːtrə fɔnetik [Le Maître phonétique], vol. 27, nos 5-6,‎ mai-juillet 1912, p. 83-85 (JSTOR 44701944)
- (en) Clement M. Doke, « A dissertation on the phonetics of the Zulu language », Bulletin of the school of oriental studies, vol. 2,‎ 1921-1923 (lire en ligne)
- (sus) J. H. A. Duport, Kibaro fan͘i eme Matthewi Seniyen͘me assebe kinaꭓe [St. Matthew Susu], S.P.C.K.,‎ 1869 (lire en ligne)
- (en) Chris Harvey, « ʔayʔaǰuθəm/Saɬuɬtxʷ », sur Languagegeek,‎ 2008
- (en) Christ Harvey, « Hul’q’umi’num’ - Hǝn̓q̓ǝmin̓ǝm̓ », sur Languagegeek, 2008
- (en) International Phonetic Association, Handbook of the International Phonetic Association : a guide to the use of the International Phonetic Alphabet, Cambridge, UK ; New York, NY, Cambridge University Press, 1999, 204 p. (ISBN 978-0-521-63751-0 et 0521637511, lire en ligne)
- (en) Irish National Body, Request to change the names of three Teuthonista characters under ballot, 25 juillet 2012 (lire en ligne)
- (en) Arthur Edward Jones, “Ȣendake Ehen”: or, Old Huronia, Toronto, L.K. Cameron, coll. « Reports of the Bureau of Archives for the Province of Ontario » (no 5), 1908 (lire en ligne)
- (naq) Johann G. Krönlein, ǀAsa Testamens sida ǀ̣khūb tsĩ hui-aob Yesub Ꭓristub dis : Das Neue Testament in der Nama-Sprache, Berlin, Wilhelm Hertz, 1866 (Archive.org, Archive.org, Württembergische Landesbibliothek)
- [Krönlein 1889] (de) Johann G. Kroenlein, Wortschatz der Khoi-khoin (namaqua-hottentotten), Berlin, Deutsche Kolonialgesellschaft, 1889 (Archive.org, Archive.org, MDZ)
- (en) Karl Richard Lepsius, Standard Alphabet for reducing unwritten languages and foreign graphic systems to a uniform orthography in European letters, 1863 (lire en ligne)
- (de) R. Lepsius, « Vom internationalen Orientalisten-Congreß in London », Zeitschrift für Ägyptische Sprache und Altertumskunde, vol. 13,‎ janvier-février 1875 (lire en ligne)
- (la) Pierre-Philippe Potier, Elementa grammaticae huronicae, 1744 (lire en ligne)
- (en) Pierre-Philippe Potier, Huron manuscripts, Toronto, Clarkson W. James, coll. « Reports of the Bureau of Archives for the Province of Ontario » (no 15), 1918-1919 (lire en ligne)
- (pl + csb) Stefan Ramułt, Słownik języka pomorskiego czyli kaszubskiego [« Dictionnaire de la langue poméranienne ou cachoube »], Kraków, Nakładem Akademii Umiejętności, 1893 (lire en ligne)
- (en) Sébastien Rasles, A dictionary of the Abnaki language, Cambridge, Charles Folsom, 1833 (lire en ligne)
- (it) Gerhard Rohlfs, Dizionario storico dei cognomi salentini, Galatina, Congedo, 1982
- (it) Gerhard Rohlfs, Vocabulario dei dialetti salentini (Terra d’Otranto), Galatina, Mario Congedo Editore, 2007
- (de) Georg Steindorff, Das altägyptische Alphabet und seine Umschreibung, vol. 46, coll. « Zeitschrift der Deutschen Morgenländischen Gesellschaft », 1892, 709-730 p. (lire en ligne)
- (it) Rocco Giuseppe Tassone, Il "Tassone" Vocabolario del lessico di Candidoni, Lulu.com, 2018 (présentation en ligne)